# Al-Bilaliyah
Al-Bilaliyah (tiếng Ả Rập: البلالية, cũng được đánh vần là '' Bilaliyeh) là một ngôi làng ở miền nam Syria, một phần hành chính của Tỉnh bang Dimashq, nằm ở phía đông thành phố Damascus. Nằm ở khu vực Ghouta màu mỡ, các địa phương lân cận bao gồm Marj al-Sultan ở phía tây, al-Nashabiyah ở phía bắc, al-Qasimiyah và al-Jarba ở phía đông bắc, al-Qisa ở phía đông và Deir Salman ở phía nam. Theo Cục Thống kê Trung ương Syria, al-Bilaliyah có dân số 2.914 trong cuộc điều tra dân số năm 2004.